# Film ab: Doldinger
Film ab: Doldinger ist ein Best-of-Album des deutschen Jazz-Musikers Klaus Doldinger. In dem Album sind viele Musikstücke aus verschiedenen TV-Serien und Filmen, zu denen Klaus Doldinger den Soundtrack geschrieben hat. Außerdem ist noch ein Lied von Doldingers Band Passport enthalten. Es erschien am 12. März 1993 im WEA-Verlag.
Die Kompilation wurde 25 Jahre nach seiner ersten Filmmusikarbeit für den Soundtrack zum Film Negresco – Eine Tödliche Affäre (Film von Klaus Lemke) veröffentlicht und umfasst überwiegend die Kompositionen Doldingers für Film und Fernsehen. Zu den bekanntesten Stücken zählen die Tatort-Titelmelodie (1970) und die Titelmelodien zu den Filmen Das Boot (1981) und Die unendliche Geschichte (1984).

## Titelliste
1. Das Boot 4:27
2. Flug auf dem Glücksdrachen (Die unendliche Geschichte) 3:14
3. Salt on Your Skin 3:17
4. Die unendliche Geschichte 3:52
5. Sadness Theme 2:42
6. Tatort 3:18
7. Erinnerung (Das Boot) 2:33
8. Liebling Kreuzberg 2:33
9. Ein Fall für zwei 3:01
10. Dolce Negresco 2:23
11. Hecht & Haie 2:00
12. Flug in die Hölle 2:35
13. Wolffs Revier 1:18
14. Einer von uns beiden 4:35
15. Ocean 4:07
16. Passport: Auryn 5:45
17. Claudia Jung: Mondlied 3:31
18. Milva: Hurra, wir leben noch 3:10

## Buch
Zu dem Album erschien noch extra ein Notenbuch der einzelnen Lieder, die für Blechbläser bearbeitet wurden. Die Arrangements wurden von Walter Ratzek bei Carpe Diem herausgegeben.